# Айсінгіоро Їсін
Айсінгіоро Їсін (*1 листопада 1833 — †29 травня 1898) — китайський аристократ, значний політичний діяч часів династії Цін.

## Життєпис

### Молоді роки
Походив з імператорської династії Айсін Ґьоро. Син Даогуана, китайського імператора, та імператриці Сіаожінчен. Отримав гарну освіту, з дитинства виявляв неабиякі здібності. деякий час імператор Даогуан коливався між ним та іншим своїм сином Ініном. З огляду на те, що мати Їнсіня була монголкою, вибір щодо спадкоємця трону впав на Ініна, майбутнього імператора Сяньфена. Це було записано у наказі імператора Даогуана у 1846 році. Після смерті останнього у 1850 році Інін став імператором, а Їсінь принцом (великим князем) Гун першого рангу.

### Політична кар'єра
У 1853 році принц Гун призначається військовим міністром. Йому було доручено організувати спротив тайпінам, які всередині імперії Цін створили власну Тайпінську державу. Проте принц Гун виявився не здатним виконати це завдання. Тому у 18 55 році пішов у відставку. після цього суттєвої ваги у політиці не мав.
Під час Другої опіумної війни Гун виконував доручення імператора. Особлива важливу роль відіграв після захоплення у 1860 році англо-французькими військами Пекіна, в той час як імператор Сяньфен втік зі столиці. Під тиском Великої Британії й Франції принц гун уклав 24 та 25 жовтня відповідно угоди з цими країнами. Згідно з ним, виплачувалася контрибуція у 8 млн лянів, відкривався для іноземної торгівлі порт Тяньцзінь, дозволялося використовувати китайців як робочу силу (кулі) у колоніях Франції та Великої Британії. Остання отримала південну частину Цзюлунского півострова строком на 99 років.
У 1861 році помирає імператор Сяньфен. Принц Гун разом з іншим братом принцом Чунєм сприяв відстороненню від влади впливового сановника Су Шуня. При підтримці Гуна регентшами стали Ци Ань та Ци Сі. Він також отримав титул принца-регента. Із самого початку він вступив у протистояння за владу з Ци Сі. Втім спочатку зумів встановити свій вплив над Великою Радою, у міністерство Цзунлі ямень на кшталт міністерства іноземних справ. У 1862 році принц Гун засновує освітній заклад Тунвеньгуан за зразком європейських університетів. Був ініціатором «Руху самопосилення», виступаючи за проведення нагальних реформ. Зрештою прихильники Ци сі звинуватили принца Гуна у хабарництві та фаворитизмі, після чого імператриця Ци сі домоглася позбавлення Гуна посади регента.
У відповідь у 1869 році при підтримці Ци Ань Гуну вдалося стратити впливового євнуха та фаворита ЦиСі — Ань Дехая. Після цього разом з імператрицею Ци Ань намагався протидіяти Ци Сі, зокрема розкраданню державної скарбниці.
У 1884 році очолив військове міністерство під час війни з Францією, проте діяв нерішуче. Внаслідок цього китайська армія зазнала поразки. Цього ж року принца Гуна було звільнено й відправлено до маєтку у Пекіні. З цього моменту не мав жодного впливу на державні справи. Лише у 1894 році під війни із Японією році був викликаний до імператорського двору, де отримав призначення очолити військове міністерство та міністерство іноземних справ. Але чогось досягти на цих посадах Гун не зумів. 29 травня 1898 року він помер у Пекіні.

## Родина
Дружина — Гуалджія
Діти:
- принцеса Роншоу (д/н)
- Цайшен (1858—1885)
- Цайін (1861—1909), принц Чон другого рангу.
- Цайджун (д/н), помер молодим
- Цайнуан (д/н), помер молодим